# Linia C metra w Los Angeles
Zielona linia metra (Metro Green Line) – linia metra jedynie w potocznym znaczeniu tego słowa, gdyż w zasadzie to jest nadziemna linia lekkiej kolei (light rail). Trasa tej linii prowadzi od miasta Norwalk do miejscowości Redondo Beach w hrabstwie Los Angeles, na stacji Willowbrook/Rosa Parks można się przesiąść na pociąg niebieskiej linii.

## Godziny kursowania
Tramwaje linii zielonej kursują w przybliżeniu pomiędzy 3.36 a 23.55
Pierwszy tramwaj odjeżdża w kierunku Norwalk ze stacji Redondo Beach o 4.20
Ostatni tramwaj odjeżdża w kierunku Norwalk ze stacji Redondo Beach o 23.55
Pierwszy tramwaj odjeżdża w kierunku Redondo Beach ze stacji Norwalk o 4.01
Ostatni tramwaj odjeżdża w kierunku Redondo Beach ze stacji Norwalk o 0.55

## Lista stacji
Zielona linia złożona jest z następujących stacji (ze wschodu na zachód).
| Stacja                 | Połączenia | Data otwarcia    | Parking                | Miasto/Dzielnica  |
| ---------------------- | --- | ---------------- | ---------------------- | ----------------- |
| Redondo Beach          | Metro Local: 126, 215 Beach Cities Transit 102 LADOT Commuter Express: 574 Lawndale Beat Express, Residential Routes                                                                                   | 12 sierpnia 1995 | 403 miejsca parkingowe | Redondo Beach     |
| Douglas                | Metro Local: 125 Beach Cities Transit 109 (tylko w kierunku północnym) | 12 sierpnia 1995 | 30 miejsc              | El Segundo        |
| El Segundo             | Gardena Transit: 5 LADOT Commuter Express: 574 Municipal Area Express: 2, 3, 3X Torrance Transit: 8 (tylko w kierunku południowym)                                                                     | 12 sierpnia 1995 | 90 miejsc              | El Segundo        |
| Mariposa               | Gardena Transit: 5 LADOT Commuter Express: 574 Municipal Area Express: 2, 3, 3X Torrance Transit: 8 (tylko w kierunku południowym)                                                                     | 12 sierpnia 1995 | brak parkingu          | El Segundo        |
| Aviation/LAX           | Metro Local: 40 Owl, 120, 625 LAX Shuttle G Santa Monica Transit: 3, Rapid 3 Culver City Transit: 6, Rapid 6 Beach Cities Transit: 109 Municipal Area Express: 2, 3, 3X                                | 12 sierpnia 1995 | 405 miejsc             | El Segundo        |
| Hawthorne/Lennox       | Metro Local: 40, 126, 212, 312 Metro Express: 442 Metro Rapid: 740 | 12 sierpnia 1995 | 623 miejsca            | Hawthorne         |
| Crenshaw/I-105         | Metro Local: 126, 207, 210 Metro Rapid: 710, 757 | 12 sierpnia 1995 | 513 miejsc             | Hawthorne         |
| Vermont/Athens         | Metro Local: 204, 206, 209 Metro Rapid: 754 Gardena Transit:2 | 12 sierpnia 1995 | 155 miejsc             | Athens            |
| Harbor Freeway         | Srebrna linia BRT Metro Local: 45, 81, 120 Metro Express: 450X, 550 Metro Rapid: 745 LADOT Commuter Express: 448 Orange County Transportation Authority: 721 Gardena Transit: 1 Torrance Transit: 1, 2 | 12 sierpnia 1995 | 253 miejsc             | South Los Angeles |
| Avalon                 | Metro Local: 48, 51, 52, 53, 352 LADOT DASH: Watts Willowbrook Shuttle | 12 sierpnia 1995 | 158 miejsc             | South Los Angeles |
| Willowbrook/Rosa Parks | Niebieska Linia Metro Local: 55, 120, 205, 355, 612 Gardena Transit: 5 LADOT DASH: Watts Lynwood Breeze Route D Willowbrook Shuttle: A, B, King Medical Center                                         | 12 sierpnia 1995 | 975 miejsc             | Willowbrook       |
| Long Beach/I-105       | Metro Local: 60, 251 Metro Rapid: 760 Lynwood Trolley: A | 12 sierpnia 1995 | 650 miejsc             | Lynwood           |
| Lakewood               | Metro Local: 117, 265, 266 | 12 sierpnia 1995 | 545 miejsc             | Downey            |
| Norwalk                | Metro Local: 111, 115, 120, 125, 270, 311 Metro Express: 460, 577X Norwalk Transit: 2, 4, 5 Long Beach Transit: 172, 173                                                                               | 12 sierpnia 1995 | 2050 miejsc            | Norwalk           |